# (4141) Nintanlena
(4141) Nintanlena ist ein Hauptgürtelasteroid, der am 8. August 1978 von Nikolai Stepanowitsch Tschernych vom Krim-Observatorium aus entdeckt wurde.
Der Asteroid wurde nach Nina, der Frau von Klym Tschurjumow und nach deren Töchtern Tanya und Elena benannt.